# Guerra Russo-Turca (1806–1812)
A guerra russo-turca de 1806–1812 foi um dos diversos conflitos protagonizados pela Rússia Imperial e pelo Império Otomano.

## Declaração de guerra
A guerra eclodiu em 1805, no contexto das guerras napoleônicas. O Império Otomano, encorajado pela derrota russa na batalha de Austerlitz, depôs hospodares pró-Rússia dos Estados vassalos da Moldávia (Alexandru Moruzi) e da Valáquia (Constantino Ypsilantis). Simultaneamente, seus aliados franceses ocuparam a Dalmácia e ameaçavam invadir os principados do Danúbio a qualquer momento. Com o intuito de proteger as fronteiras russas contra ataques por parte da França, um contingente de 40 mil soldados avançou até a Moldávia e a Valáquia. O Sultão reagiu impedindo a passagem de embarcações russas pelo Dardanelos (Operação do Dardanelos) e declarou guerra à Rússia.

## Primeiros conflitos
Inicialmente, o tsar se encontrava relutante em mobilizar muitas forças contra a Turquia enquanto suas relações com a França napoleônica estivessem incertas. Além disso, a maior parte do seu exército estava ocupada lutando contra os franceses em território russo. Uma maciça ofensiva otomana dirigida a Bucareste foi rapidamente interceptada em Obilesti por nada mais que 4 500 soldados comandados por Mikhail Miloradovitch (2 de junho de 1807). Em 18 de junho, na Armênia, um contingente de 7 mil homens, sob o comando do Conde Gudovitch, devastou um exército turco de 20 mil homens durante a batalha de Arpachai. Nesse meio tempo, a marinha russa, sob o comando de Dimitri Seniavin, promoveu um bloqueio naval ao Dardanelos e destruiu a esquadra otomana nas batalhas de Dardanelos e de Athos, firmando assim a supremacia russa nos mares da região.

## Campanhas de 1808–1810

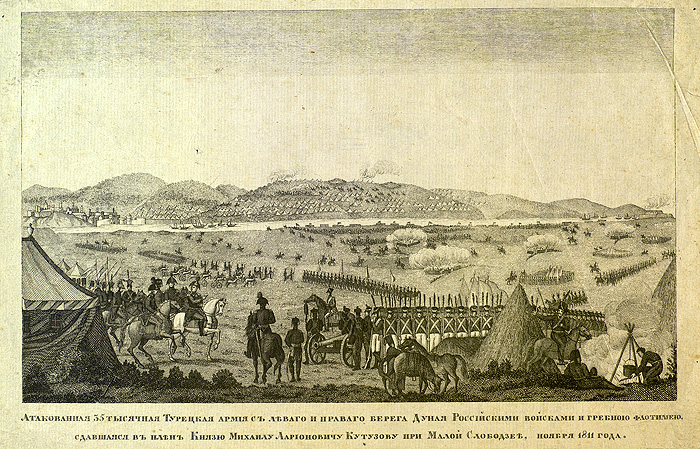
A captura do exército turco em slobodzee, 1811

A guerra teria definitivamente terminado não fossem os tratados de Tilsit. Alexandre I da Rússia, impelido por Napoleão a assinar um armistício com os turcos, usou-se do tempo de paz para transferir mais soldados da Rússia até a Bessarábia. Com o aumento do exército no sul para 80 mil homens, as hostilidades foram retomadas. Em agosto de 1809, o comandante-em-chefe Prozorovsky foi sucedido pelo príncipe Bagration, que logo atravessou o Danúbio e invadiu Dobruja. Depois disso, Bagration sitiou Silistra, mas ao ser informado de que uma força turca de 50 mil homens se aproximava da cidade, preferiu evacuar de Dobruja em direção à Bessarábia.
Em 1810, as hostilidades foram reiniciadas pelos irmãos Kamensky, que derrotaram reforços otomanos que marchavam para Silistra e expulsaram os turcos de Pazardzhik (22 de maio). Silistra se encontrava numa situação desesperadora e a guarnição da cidade foi rendida em 30 de maio. Dez dias depois, Kamensky cercou o forte de Shumen. Após algumas batalhas na região e com a morte de Kamensky, assumiu um novo comandante, Mikhail Kutuzov. Mais cauteloso, ele retira o exército de Silistra, deslocando-o para o norte.

## Conclusão e resultados
A manobra enganosa de Kutuzov levou o comandante turco, Ahmet Paşa, a liderar seus 60 mil homens contra o exército russo. Uma batalha ocorreu em 22 de junho de 1811, próximo à cidade de Ruse. A ofensiva foi repelida, mas Kutuzov preferiu retirar suas forças do Danúbio de volta para a Bessarábia. Alguns meses mais tarde, um destacamento russo retornou furtivamente e surpreendeu Ahmet Paşa durante a noite, derrotando completamente seu exército (2 de outubro). Mais de 9 mil otomanos foram mortos naquela noite. Com isso, Ahmet Paşa se rendeu aos russos em 23 de novembro.
Com a assinatura do tratado de Bucareste em 28 de maio, os turcos cedem a Bessarábia à Rússia. O tratado foi aprovado por Alexandre I da Rússia em 11 de junho, apenas um dia antes do início das invasões da Rússia por Napoleão.